# Aspila centralasiae
Aspila centralasiae là một loài bướm đêm trong họ Noctuidae.